# Шереметев, Пётр Васильевич
Пётр Васильевич Шереметев (1799—1837/1838) — подполковник Кавалергардского полка, чиновник дипломатической службы, крупный помещик.

## Биография
Происходил из нетитулованной ветви рода Шереметевых; его отец, генерал Василий Сергеевич Шереметев, приобрёл поместье Юрино, где и родился его сын Пётр.
В кавалерийский полк он вступил в 1819 году корнетом, а через год стал поручиком и был назначен адъютантом командира Гвардейского корпуса. В 1823 году из-за болезни был уволен из армии и стал камер-юнкером.
С сентября 1827 года — на дипломатической службе: сначала — при посольстве в Париже; в 1828 году — при миссии в Турине.
С июня 1828 года — поручик Кавалергардского полка; штаб-ротмистр — с апреля 1830 года; в январе 1835 года вышел в отставку подполковником. В 1829 году лечился на Кавказских минеральных водах и в Кисловодске встречался с Пушкиным, который написал в первой главе «Путешествия в Арзрум» о некоем своём «приятеле Ш.», который по возвращении из Парижа говорил: «Худо, брат, жить в Париже: есть нечего; чёрного хлеба не допросишься».
В Санкт-Петербурге на Литейной улице, у Шереметевых был дом. Похоронен П. В. Шереметев на Лазаревском кладбище Александро-Невской лавры в Санкт-Петербурге, где ранее была погребена его дочь Татьяна.

## Семья
Жена (с 15 июля 1834 года) — Елизавета Соломоновна Мартынова (1812—01.02.1891), сестра убийцы поэта Лермонтова Н. С. Мартынова. Увлекалась искусством, профессионально писала акварели, её работы сохранились в музее «Новый Иерусалим». После смерти мужа жила десять лет, с детьми и подругой Чернышёвой, в Италии. Видевший их в 1849 году в Петербурге сенатор К. Н. Лебедев, писал:
Все это время я проводил с Шереметевой и Чернышёвой. Милые, добрые и прекрасные, особенно Чернышёва, они слишком свободны, даже грязноваты со своими папиросами, особенно Шереметева. Мне это так бросается в глаза, что я понять не мог, что это за женщина. Но это женщина умная, смелая, образованная... Она, Мартынова, вышла за Шереметева, и Мартыновой не дают места в обществе, которое хотела бы и должна иметь Шереметева, а оставшись вдовой, она уже не хотела переменить на другое своё новое имя, которое в России и вне России звучит богатством... Сверх того Шереметева сделает несчастными своих детей. Она очень дурно воспитывает сына. Дочь миленькая девочка. Замечательно, что у неё же живет и племянник, сын сестры, брошенной повесою Леоном Гагариным.
Скончалась в Риме в феврале 1891 года, похоронена там же на кладбище для иностранцев. В браке имела детей:
- Елизавета (20.05.1835[7]—17.06.1923), замужем за Дмитрием Дмитриевичем Бибиковым (1831—1865), сыном тайного советника Д. Г. Бибикова.
- Василий (20.08.1836—18.04.1893), поручик, женат на фрейлине Ольге Дмитриевне Скобелевой (ум. 1898), сестре М. Д. Скобелева.
- Татьяна (19.08.1837—1838), умерла в младенчестве.